# Міколаювек (Лодзинське воєводство)
Міколаювек (пол. Mikołajówek) — село в Польщі, у гміні Ласьк Ласького повіту Лодзинського воєводства.
У 1975—1998 роках село належало до Серадзького воєводства.